# Domino's Pizza

Landen met Domino's Pizza-restaurants

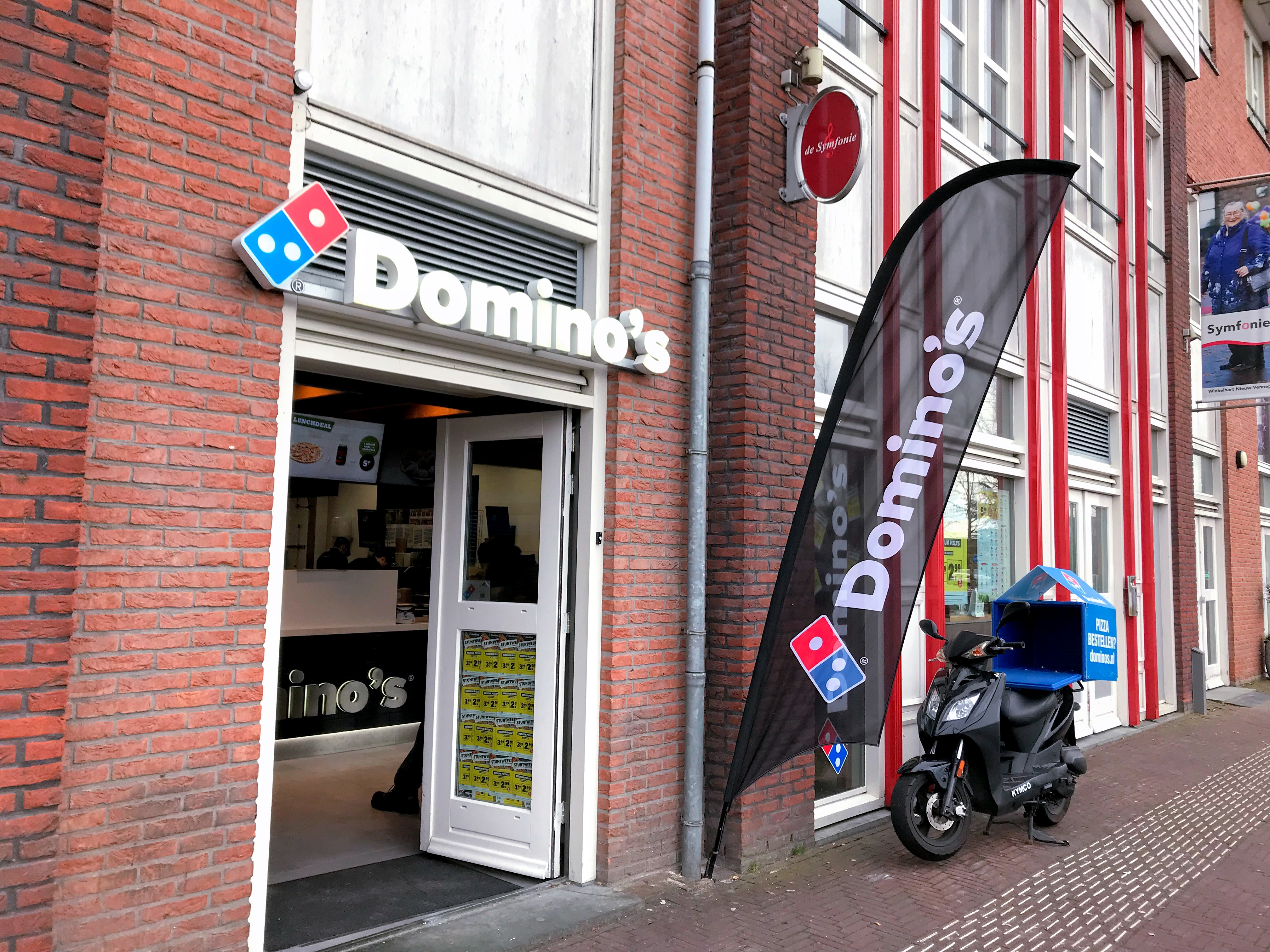
Domino's Pizza in Nieuw-Vennep

Domino's Pizza is een Amerikaanse restaurantketen die gespecialiseerd is in pizza's. Het bedrijf werd opgericht in 1960 met één restaurant. In 1978 werd de tweehonderdste vestiging geopend. In 2006 bezat het bedrijf meer dan 8000 vestigingen. In januari 2022 had Domino's meer dan 17.000 vestigingen in meer dan 90 landen en gebieden.
Het aantal ogen in het logo van Domino's stond aanvankelijk voor de drie eerste vestigingen in 1965, het oorspronkelijke plan om voor iedere vestiging een stip toe te voegen.

## Tijdlijn
- 1960: Domino's Pizza wordt opgericht door Tom Monaghan. Tom en zijn broer James kopen "DomiNick's", een pizzawinkel in Ypsilanti, Michigan. Monaghan leent 500 dollar om de winkel te kopen.
- 1961: James ruilt zijn helft van het bedrijf voor een Volkswagen Kever.
- 1965: Monaghan noemt zijn bedrijf "Domino's Pizza Inc."
- 1967: De eerste franchisevestiging wordt geopend in Ypsilanti.
- 1968: Hoofdkantoor en distributiecentrum worden vernietigd door een brand. De eerste Domino's Pizza vestiging buiten Michigan opent in Burlington, Vermont.
- 1975: Amstar Corp., de maker van Domino Suiker, voert een rechtszaak voor inbreuk op de merknaam tegen Domino's Pizza. De rechter spreekt uit dat dit niet het geval is.
- 1983: De eerste internationale vestiging opent in Winnipeg, Canada. De 1000e vestiging wordt geopend, evenals de eerste vestiging op het Australische continent.
- 1989: Eduard Swagemakers introduceert Domino's Pizza in Nederland na een heao-stage bij Domino's Pizza in de Verenigde Staten. Hij opent de eerste vestiging in Breda.
- 1990: De 1000e franchisenemer wordt gecontracteerd.
- 1992: Domino's introduceert breadsticks, het eerste nationale niet-pizzaproduct.
- 1995: Domino's Pizza International opent zijn 1000e vestiging. De eerste vestiging op het Afrikaanse continent opent zijn deuren in Caïro, Egypte.
- 1996: www.dominos.com gaat online. Het bedrijf haalt een recordomzet van $2,8 miljard.
- 1997: De 1500e vestiging buiten de VS wordt geopend, evenals 7 vestigingen op 1 dag op 5 continenten.
- 1998: Eigenaar en oprichter Tom Monaghan verkoopt zijn bedrijf aan Bain Capital Inc.
- 2000: De 2000e vestiging buiten de VS opent zijn deuren.
- 2001: In Brooklyn, New York, opent Domino's Pizza zijn 7000e vestiging. Eduard Swagemakers verkoopt zijn meerderheidsaandeel in Domino's Pizza Nederland aan de moedermaatschappij. Domino's Pizza Nederland is vanaf dan onderdeel van Domino's Pizza International.
- 2004: Domino's Pizza start de verhandeling van aandelen op de New York Stock Exchange onder vermelding van DPZ.
- 2006: Domino's Pizza Nederland wordt samen met een aantal andere landelijke Europese Domino's Pizza-organisaties verkocht aan Domino's Pizza Australië. Domino's Pizza heeft inmiddels meer dan 5000 vestigingen in de Verenigde Staten, 83 vestigingen in Nederland en 17 vestigingen in België.
- In 2007 neemt het bedrijf de Nederlandse pizzaketen Al Capone's en de Belgische pizzaketen Alvolo over. In het eerste half jaar van 2007 worden de restaurants tot Domino's Pizza vestigingen omgebouwd.
- 2008: Mijlpaal: 100 winkels in de Benelux, wereldwijd 9386 winkels.
- 2010: Domino's Pizza Nederland Corporate neemt Domino's Pizza Dordrecht 1 & 2 over. Daarnaast begint Domino's Pizza Nederland Corporate met het starten van nieuwe pizzeria's, onder meer in Katwijk en Hoorn. Het is de bedoeling om eind 2010 tien Domino's Pizza Nederland Corporate stores te hebben.
- 2010: Domino's Pizza Enterprises, eigenaar van DP Nederland, België, Frankrijk, Australië en Nieuw-Zeeland, neemt de Belgische keten Pizza Company over. In totaal worden er zo'n 15 Pizza Company's omgebouwd tot Domino's Pizza Stores.
- 2013: Domino's Pizza Enterprises koopt een belang van 75% in Domino's Pizza Japan.
- 2015: In Dordrecht wordt een 3e vestiging geopend, welke de 200e vestiging in de Benelux betekent. Tevens is dit de 1500e winkel binnen Domino's Pizza Enterprises.
- 2018: Met de openingen in 's-Gravenzande en Aalst werd de 250e vestiging in de Benelux bereikt.[4]
- 2019: Domino's opent zijn eerste winkel in Luxemburg
- 2020: Domino's Nederland opent een nieuwe vestiging in Emmen, dit is de 300e vestiging in Nederland.
- 2020: Domino's België opent een nieuwe vestiging in Antwerpen centrum, dit is de 100ste vestiging in België

## Internationaal
Domino's heeft in meer dan 89 landen winkels. In de meeste gevallen heeft Domino's masterfranchiseafspraken met één bedrijf per land.
Slechts drie bedrijven hebben masterfranchiseafspraken die meer dan één land omvatten:
- de masterfranchise voor Australië, Nieuw-Zeeland, Frankrijk, België, Luxemburg, Cambodja, Maleisië, Singapore, Denemarken, Japan, Taiwan en Nederland is Domino's Pizza Enterprises. Domino's Pizza Enterprises werd opgericht in 1993 en bezat aanvankelijk de winkels in Australië en Nieuw-Zeeland. In 2006 heeft het bedrijf de rechten gekocht om de winkels in België, Nederland en Frankrijk te besturen. Op 18 mei 2015 opent DPE in Dordrecht zijn 1500e vestiging.
- de masterfranchise Domino's Pizza Group is sinds 1993 eigenaar van winkels in het Verenigd Koninkrijk en Ierland. Het bedrijf kocht in 2011 de rechten voor Duitsland. In augustus 2012 kocht het bedrijf de rechten voor Luxemburg, Zwitserland en Liechtenstein van de vorige Zwitserse masterfranchise, met een optie om ook de Oostenrijkse masterfranchise over te nemen.
- de masterfranchises voor India, Nepal, Sri Lanka en Bangladesh zijn van het Indiase bedrijf Jubilant Foodworks dat in 1995 werd opgericht onder de naam Domino's Pizza India Private Limited.[5] Het bedrijf heeft ook het recht om winkels van Dunkin' Donuts in India te openen.

### Faillissement in Italië
Na de start in 2015 met een filiaal in Milaan, vergrootte het bedrijf zich in Italië tot een keten van 23 filialen onder franchisedochter EPizza SpA. In de latere jaren werd het aanvankelijk succesvolle onlineconcept door veel concurrenten overgenomen, die op traditionele wijze gebakken pizza's verkochten met duidelijk meer succes. Domino's Pizza zag zijn marktaandeel daarna duidelijk slinken. In 2022 moest EPizza SpA definitief faillissement aanmelden.

## Gezondheid

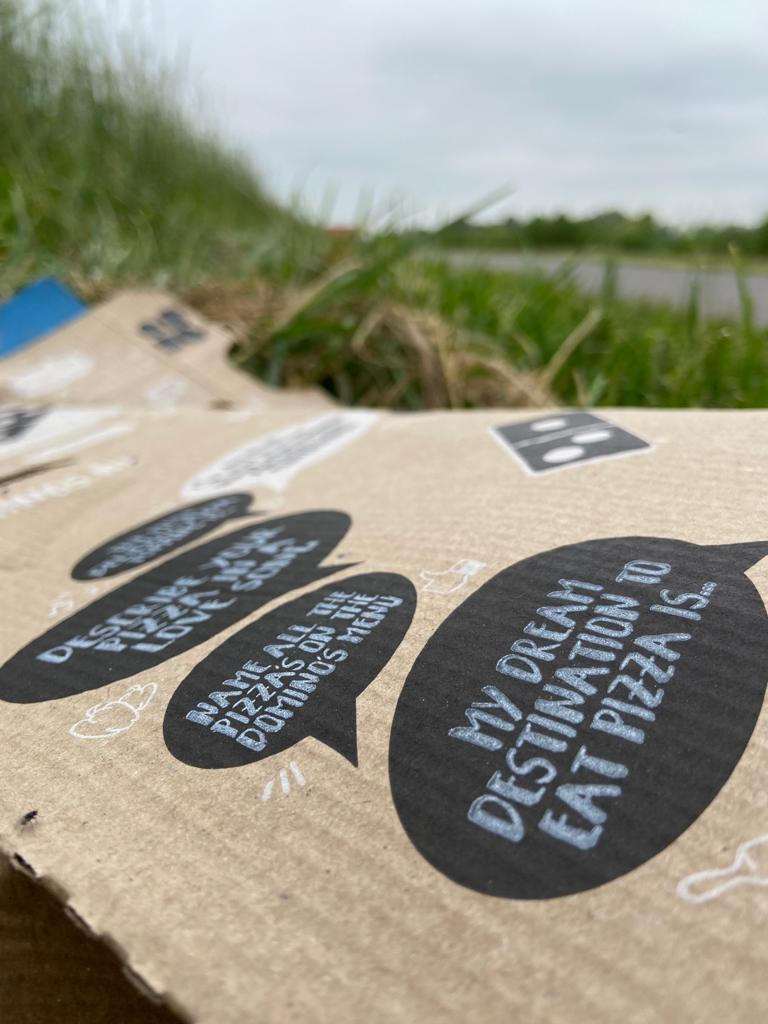
Een pizzabox van Domino's langs een landweg. Bijna alle fastfoodverpakkingen bevatten PFAS. Wanneer zij als zwerfafval achterblijven in de natuur, worden deze 'forever chemicals' verder verspreid.

In mei 2021 publiceerde stichting Tegengif een Europees onderzoek naar PFAS in fastfoodverpakkingen. Daaruit bleek dat verpakkingen van fastfoodketens, waaronder Domino's, PFAS bevatten. Domino's in Nederland stelt dat zij geen PFAS gebruiken in hun verpakkingen. Echter, in alle onderzochte fastfoodverpakkingen werd PFAS aangetroffen. De verklaring van de onderzoekers is dat de productieomgeving van karton, dan wel het gerecyclede karton zelf, al dermate is vervuild met PFAS, dat die alsnog aan te tonen is in het gerecyclede verpakkingskarton dat Domino's gebruikt.

## Trivia
- Op de deur van het ondergrondse voormalige lanceercentrum van de LGM-30 Minuteman in Minuteman Missile National Historic Site in South Dakota staat een parodie op de pizzadoos van Domino's.
- In 2012 introduceerde Domino's een nieuw logo. Wat opvalt is dat het woord "pizza" is weggelaten. Domino's heeft dit gedaan omdat het meer verkoopt dan alleen pizza's. Domino's wil consumenten niet in verwarring brengen door 'pizza' ook onder het nieuwe logo te plaatsen. In Nederland en België wordt het nieuwe logo in nieuwe winkels en op de website toegepast.

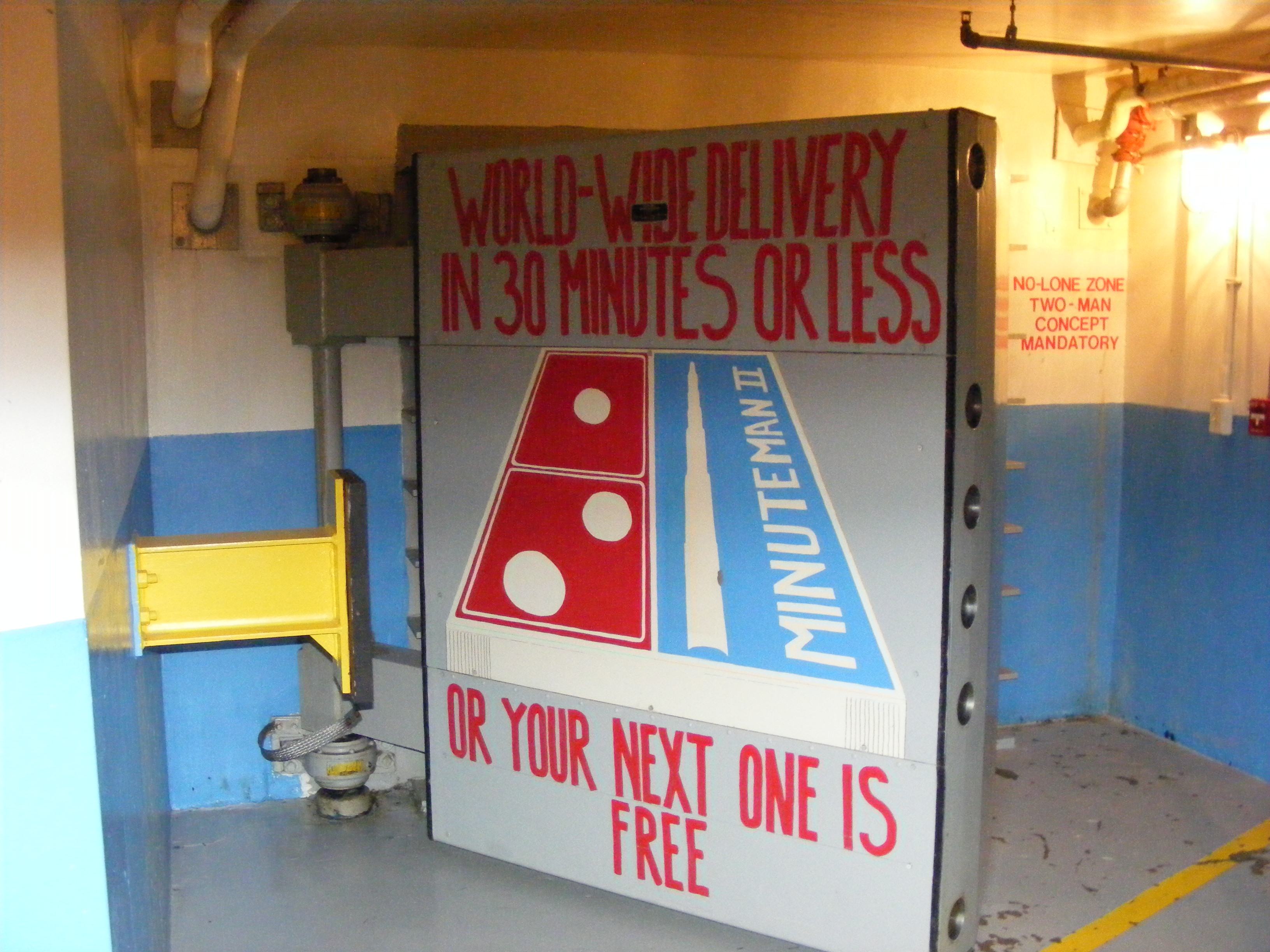
Wereldwijde bezorging binnen 30 minuten — of de volgende is gratis
Het oude logo van Domino's Pizza